# DR City Cross
La DR City Cross è un'autovettura di fascia media prodotta dalla DR Motor Company nello stabilimento di Macchia d'Isernia ad Isernia dal 2013 al 2016, anno in cui la produzione è stata interrotta.

## Il contesto

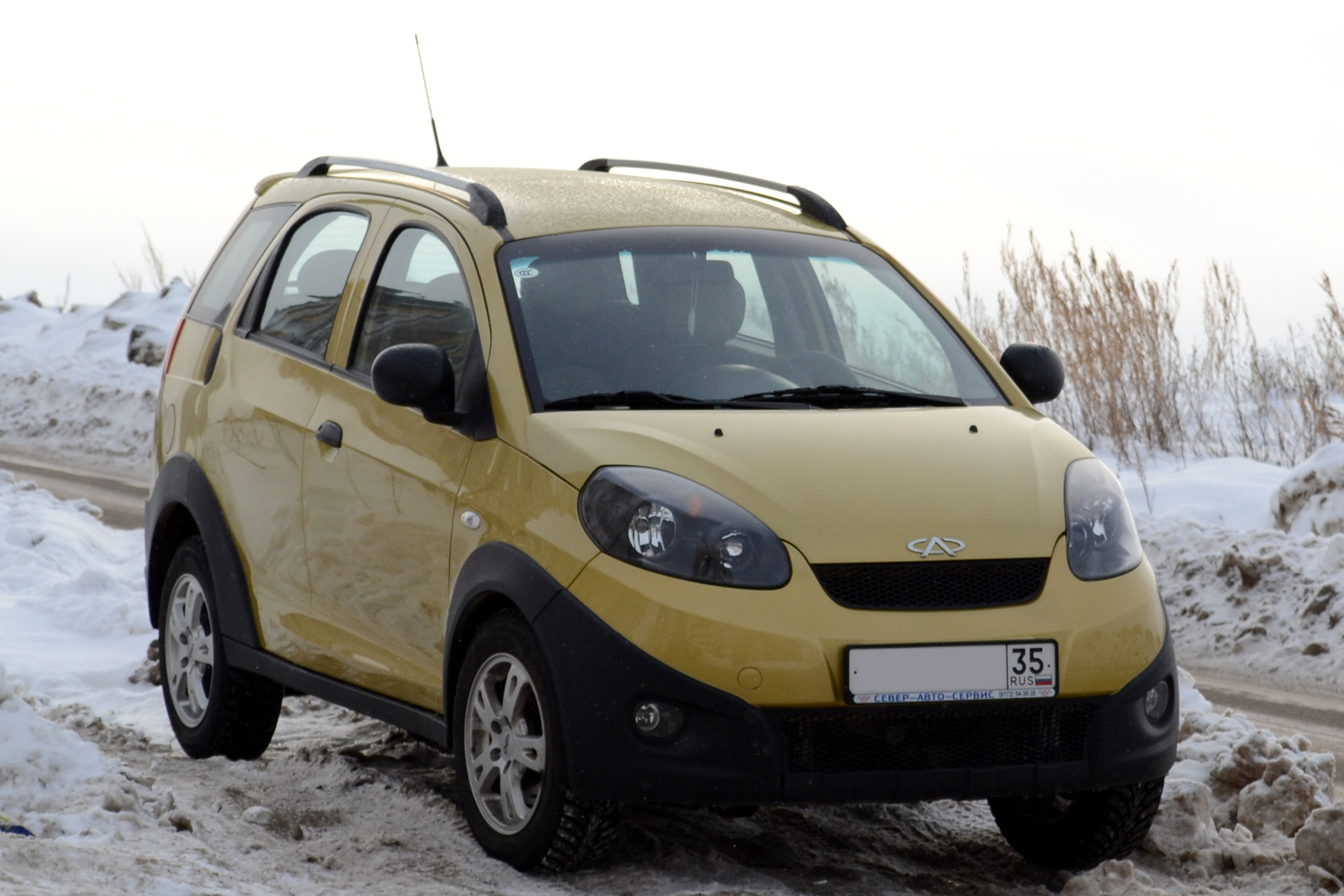
L'originale Chery X1

Si tratta di un'autovettura a metà fra un SUV ed una monovolume, con lo stile della prima e lo spazio della seconda, entrando quindi a far parte della categoria dei crossover SUV.
Come avvenuto per tutte le Dr precedenti il progetto e gran parte del design appartiene alla casa automobilistica cinese Chery Automobile; le caratteristiche che la differenziano dall'autovettura originale, ossia la Chery X1 (una versione wagon e rialzata della Riich M1, già venduta come Dr 1), sono nella parte anteriore, con una mascherina diversa, nel posteriore (che ha subito leggere modifiche) e negli interni, che presentano modifiche nelle finiture, negli assemblaggi e nei rivestimenti (anche se la plancia rimane la stessa già vistasi sulla citycar Dr 1).
Della vettura viene resa disponibile anche una versione Van, utilizzabile per piccoli trasporti. In tal caso, la vettura prende il nome di Dr City Van e differisce dalla City Cross per la presenza dei vetri posteriori oscurati e per l'assenza del divano posteriore.
Al debutto era disponibile un solo motore: un 1.3 benzina (disponibile anche bifuel a GPL e metano) da 83 CV, abbinato ad un cambio manuale a 5 marce. Due gli allestimenti disponibili durante la carriera della vettura: il livello base Luxury e il livello di punta Executive. La versione van, invece, era venduta in un allestimento unico.

## Evoluzione
Nel 2015 il motore 1.3 a benzina (e, quindi, anche le versioni bifuel) viene omologato Euro 6 e debutta un'inedita versione con cambio automatico a 5 rapporti, anch'essa disponibile con il motore 1.3 benzina o bifuel. Invariata la gamma di allestimenti.
Nel 2016 l'auto esce di produzione senza essere sostituita da un'erede diretta, ma rimane a listino fino all'anno seguente per smaltire le scorte. Per dimensioni e capacità di carico, il SUV Dr 3 può essere riconducibile alla sua categoria.